# Edwin Booth
Edwin Thomas Booth (Bel Air, Maryland, 13 de noviembre de 1833-Nueva York, 7 de junio de 1893) fue un actor estadounidense.
Debutó como actor el 10 de septiembre de 1849, interpretando a Tressel en la obra Ricardo III. Se volvió famoso en el rol de Hamlet, representándolo más de 100 veces consecutivas entre 1864 y 1865. Cuando su hermano John Wilkes Booth asesinó al presidente Abraham Lincoln, Edwin se retiró de la escena hasta 1866.
El 3 de febrero de 1869 inauguró su propio teatro, vendiéndolo en 1873 a su hermano Junius. Sus interpretaciones de Hamlet, Yago y el Rey Lear le granjearon buen elogio en Inglaterra y Alemania.